# Alfred Francis Russell

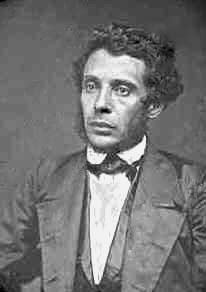
Alfred Francis Russell (1817-1884)

Alfred Francis Russell (Lexington, Kentucky 25 augustus 1817 - Liberia 4 april 1884) was de tiende president van Liberia van 20 januari 1883 tot 7 januari 1884. Naast politicus was hij ook episcopaals priester, zendeling en planter.

## Biografie
Russell emigreerde in 1833 met zijn familie naar Clay-Ashland, een nederzetting in het huidige Liberia. Vanaf 1837 was hij als zendeling voor de Methodistische, later de Episcopaalse kerk actief in de binnenlanden van Liberia. Later werd hij tot episcopaals priester gewijd.
In 1850 werd Russell in de Senaat gekozen voor Montserrado County. Hij diende tot 1859 en daarna van 1863 tot 1867 en van 1877 tot 1879 als senator. Van 1872 tot 1876 was hij minister van Onderwijs. In 1881 werd hij als running mate van Anthony William Gardner tot vicepresident gekozen. Hij volgde in 1883 Gardner op als president na diens ontslag en diende diens resterende ambtstermijn uit. Hem werd verweten dat hij te veel territoriale concessies had gedaan in de richting van Groot-Brittannië en werd daarom niet kandidaat gesteld voor de presidentsverkiezingen van 1884. Hij overleed kort na zijn presidentschap.

## Persoonlijk
Russell was een buitenechtelijke zoon (hoogstwaarschijnlijk) van de planterszoon John Russell uit Kentucky en Amelie "Milly" Crawford, die van gemengde afkomst was. Alfred Russell was vrijwel geheel blank.